# Edmund Sharpe
Edmund Sharpe (Knutsford, Cheshire, 31 de outubro de 1809 - Milão, 8 de maio de 1877) foi um arquiteto, historiador da arquitetura, engenheiro ferroviário e reformador sanitário inglês. Nascido em Knutsford, Cheshire, foi educado primeiro por seus pais, depois nas escolas locais e mais tarde em Runcorn, Greenwich e Sedbergh. Após a graduação da Universidade de Cambridge, foi premiado com uma bolsa de estudo, permitindo-lhe estudar arquitetura na Alemanha e no sul da França. Em 1835 instalou-se em Lancaster, inicialmente trabalhando sozinho num estúdio de arquitetura. Em 1845, juntou-se em parceria com um dos seus alunos, Edward Paley. O principal foco de Sharpe foram as igrejas, e foi um pioneiro no uso de terracota como material estrutural na construção destes projeto que ficou conhecido como igrejas "pot", a primeira das quais foi St Stephen and All Martyrs, perto de Bolton, na Inglaterra.
Sharpe também criou edifícios seculares, incluindo escolas e edifícios residenciais, e trabalhou no desenvolvimento de ferrovias no noroeste da Inglaterra, projetando pontes e planeando novas linhas. Em 1851 deixou a arquitetura, e em 1856 deixou Lancaster, passando o resto da sua carreira como engenheiro ferroviário, primeiro no norte do País de Gales, e em seguida na Suíça e no sul da França. Sharpe retornou a Inglaterra em 1866 para morar em Scotforth, perto de Lancaster, onde projetou uma igreja perto de sua casa.
Ao trabalhar na sua arquitetura prática, Sharpe estava envolvido em assuntos cívicos em Lancaster. Foi eleito como conselheiro municipal e foi prefeito em 1848-49. Preocupado com o mau abastecimento de água e com o estado da saúde da cidade, defendeu a construção de novos esgotos e obras de saneamento. Era ainda um músico talentoso e participou em atividades artísticas, literárias e científicas na cidade. Também foi um bom atleta, participando ativamente em provas de tiro ao arco, remo e críquete.
Sharpe ganhou fama em Inglaterra como historiador da arquitetura. Publicou livros de desenhos arquitetónicos detalhados, escreveu uma série de artigos sobre arquitetura, conseguiu um esquema para a classificação dos estilos da arquitetura gótica na Inglaterra, e em 1875 foi agraciado com a Medalha Real de Ouro do Royal Institute of British Architects. Criticava muitas das restaurações de igrejas medievais, que se tornaram a tarefa mais importante dos arquitetos contemporâneos. No final da sua carreira Sharpe organizou expedições para estudar e desenhar edifícios na Inglaterra e na França. Durante uma expedição à Itália em 1877,  ficou doente e morreu. Seu corpo foi levado para Lancaster, onde  foi enterrado. O legado de Sharpe consiste em aproximadamente 40 igrejas existentes, obras em caminho de ferro, incluindo a linha do vale de Conwy, e pontes, no que é agora a secção da linha principal da costa ocidental de Lancashire, e no seu arquivo de livros arquitetónicos, artigos e desenhos.

## Ligações eternas
Media relacionados com Edmund Sharpe no Wikimedia Commons
- Obras de Edmund Sharpe (em inglês) no Projeto Gutenberg
- Obras de ou sobre Edmund Sharpe no Internet Archive